# Ali Khousrof
Ali Khousrof (Saná, 5 de março de 1992) é um judoca do Iêmen que participou das Olimpíadas de 2012 na categoria até 60 kg. Perdeu na segunda fase para Yann Siccardi, não alcançando nenhuma medalha nesta competição.